# 重岡大毅
重岡大毅（日语：／ Shigeoka Daiki，1992年8月26日—）是日本偶像兼演員。血型A型，身高174cm。2014年4月作為偶像團體「Johnny's WEST」的成員之一出道。經紀公司為傑尼斯事務所。2023年10月18日團體改名為「WEST.」

## 簡歷
- 2006年10月8日進入傑尼斯事務所。
- 2008年8月加入Hey! Say! 7 WEST。
- 2013年12月31日在johnny's countdown上宣布作為「Johnny WEST4」CD出道。
- 2014年2月5日在主演的舞台劇「なにわ侍 東京見参!!」上發表團體更名為「Johnny's WEST」於同年4月正式出道。

## 演出

### 電視劇
- DRAMATIC-J 我們高舉起煙火（2008年8月10日，關西電視台）：飾 村上剛
- 武士轉校生 〜吾等武士之道〜（日语：サムライ転校生 〜我ガ道ハ武士道ナリ〜）（2009年3月28日，關西電視台）：飾 志村剛
- DRAMADA-J いつかの友情部、夏（2009年9月10日，關西電視台）：飾 沢村良太
- 誰也不知道的J學園（日语：誰も知らないJ学園） 連獅子之舞（2010年5月12日，關西電視台）：飾 山川丈二
- 翼喲! 那是戀愛的明燈（2012年2月12日，關西電視台）：飾 加藤淳平
- SHARK〜2nd Season〜（日语：SHARK）（2014年4月20日 - 7月13日，日本電視台）：主演・入江朔[2]
- 對不起青春！（2014年10月12日 - 12月21日，TBS）：飾 海老澤讓[3]
- 節約搖滾（日语：節約ロック）（2019年1月21日 - 3月25日，日本電視台）：飾 稻葉康太
- 草莓之夜·英雄传 第1話・8話（2019年4月11日・5月30日，富士電視台）：飾 大冢真二
- 這個不可以報帳!（日语：これは経費で落ちません!）（2019年7月26日 - 9月26日，NHK）：飾 山田太陽
- 死役所 第6話（2020年11月20日，東京電視台）：飾 高關一文
- 不知道也無妨（2020年1月8日 - 3月11日，日本電視台）：飾 野中春樹
- 誰都不知道的志村健‐留下的最後訊息‐（日语：誰も知らない志村けん -残してくれた最後のメッセージ-）（2020年8月22日，日本電視台）：主演・保科
- 悲熊（2020年12月18日 - 24日，NHK）：主演・悲熊
  - 悲熊2（2021年12月13日 - 22日，NHK）
- 教場II（2021年1月3日・4日，富士電視台）：飾 出馬求久
- #家族募集中（2021年7月9日 - 9月24日，TBS）：主演・赤城俊平
- 與雪女同行吃蟹（2022年7月9日 - 9月24日，東京電視台）：主演・北
- 那不是抄襲嗎？（2023年4月12日 - 6月14日，日本電視台）：飾 北脇雅美
- 單身初戀日記（2023年10月14日 - 12月9日，朝日電視台）：主演・櫻木舜

### 網路劇
- 爆炎轉校生 REBORN（2017年11月10日，Netflix）：主演・重岡驅
- 翱翔於天際的夜鷹（2018年8月1日，Netflix）：主演・火賀俊平（與 神山智洋雙主演）[4]

### 電影
- 宿舍菲斯！〜最後的七不思議〜（日语：寮フェス! 〜最後の七不思議〜）（2012年3月31日）：飾 伊達慎之介
- 關西Johnny Jr.的京都太秦行進曲!（2013年3月30日）：主演・三村真人（與 桐山照史雙主演）
- 劇場版 BAD BOYS J（2013年11月9日）：飾 小野沢圭太
- 傑尼斯忍者來訪！通往未來的戰爭（2014年6月7日）：飾 西之忍者 カザハ
- 殿下萬萬稅（日语：殿、利息でござる!）（2015年5月14日）：飾 穀田屋音右衛門
- 溺水小刀（2016年11月5日）：飾 大友勝利
- 被禁止的游戏（2023年9月8日）：主演・伊原直人（與 橋本環奈雙主演）
- 在大雪封閉的山莊裡（2024年1月12日）：主演・久我和幸

### 綜藝節目
- あほやねん!すきやねん!（2011年5月 - 2013年3月、NHK大阪）週五常規節目
- 週末支援導航☆あほやねん!すきやねん!（2013年4月 - 2015年3月、NHK大阪）
- 關8的Johnny學習「Johnny Manga」「Johnny Sport」（關西電視台）
- モモコのOH!ソレ!み〜よ!（2013年4月6日 - 、關西電視台）

### 特別節目
- 24小時電視 43（2020年8月22日 - 23日、日本電視劇） - 主要主持人

### CM
- 好侍食品 栗米筒（2011年10月）
- 31冰淇淋
  - GW31%OFF篇（2013年4月27日 - 5月9日）
  - Happy For You編（2013年5月29日 - 6月28日）
- 大阪瓦斯「とあるマチの物語」シリーズ（2020年3月 - ）
- 日本火腿「中華名菜」（2020年10月 - ）[68]
- 麒麟啤酒「キリン ホームタップ」（2023年3月 - ）
- 久光製藥「Feitas」（2023年4月 - ）

### 舞台劇
- Tough Weeds 前往光的照射方向（2009年8月2日 - 27日、大阪松竹座）
- 少年們 〜沒有格子的監獄〜（2010年8月3日 - 28日、大阪松竹座）
  - 少年們 〜沒有格子的監獄〜（2011年8月3日 - 27日、大阪松竹座）
  - 少年們 〜沒有格子的監獄〜（2011年9月5日 - 29日、日生劇場）
  - 少年們 〜沒有格子的監獄〜（2012年8月4日 - 27日、大阪松竹座）
  - 少年們 〜Jail in the Sky〜（2012年9月4日 - 26日、日生劇場）
- 瀧澤歌舞伎2012（2012年4月8日 - 5月6日、日生劇場）
- ANOTHER（2013年8月3日 - 27日、大阪松竹座）
  - ANOTHER（2013年9月4日 - 28日、日生劇場）
- 浪花武士 Hello東京！（2014年2月5日 - 2月28日、日生劇場）
- 浪花武士 團五郎一座（2015年1月10日 - 1月31日、日生劇場）
- もしも塾（2019年4月5日、東京環球劇場）

## 外部連結
- 重岡大毅在互联网电影资料库（IMDb）上的資料（英文）